# 安房事件
安房事件（あわじけん）とは、1884年11月2日に千葉県安房地方で発生した自由民権運動に対する弾圧事件。ほぼ同時に摘発された近隣の夷隅事件と関連付けられることが多い。

## 概要
同年9月23日、千葉県の隣の茨城県で加波山事件が発生し、その影響で自由党は10月29日に解党を余儀なくされた。ところが、11月2日になって逃亡中であった加波山事件の首謀者の1人富松正安が千葉県の姉崎で逮捕される。調べによって安房自由党（自由党の安房地方の支部）が富松の逃亡を助けていたことを知った警察はその日のうちに佐久間吉太郎ら同幹部6名を逮捕した。警察はこれを第二の加波山事件の兆候とみなし、翌日には夷隅郡の夷隅自由党の中核であった以文会の摘発に乗り出すこととなる（夷隅事件）。
翌年9月に判決が下され、首謀者とされた佐久間は軽禁錮5ヶ月・罰金10円の判決を受ける。千葉県ではこれを機に警察力の強化と民権派に対する監視体制の徹底を進め、千葉県の自由民権運動は暫く沈滞期を迎えることとなった。